# Eduard Gloz
Eduard Gloz (9. travnja 1904., Prag - 28. lipnja 1971. Rio de Janeiro, Brazil) bio je skladatelj, dirigent i glazbeni pedagog.

## Život i djelovanje
Rođen je u Pragu, za vrijeme Drugog svjetskog rata preselio se u Zagreb gdje je i završio studij glazbe, a zatim 1952. godine emigrira u Brazil gdje do kraja života djeluje kao dirigent, glazbeni pedagog i skladatelj. Skladao je brojna djela različitih žanrova a u Zagrebu je u međuratnom razdoblju bio najpoznatiji po šlagerima i operetama . Skladao je i glazbu za prvi hrvatski glazbeni film Šešir (1937.), te glazbu za crtane filmove.
U razdoblju između dva rata bio je i dirigent Željezničarske glazba udruge sv. Roka u Zagrebu, Glasbe namještenika Zagrebačkoga električnog tramvaja te Pjevačkog i prosvjetnog društva namještenika Zagrebačkoga električnog tramvaja.

## Istaknuta djela
- Šešir (1937.) - glazba za film[6]

- Noćas (1938.) popularna skladba, tekst Marko Fotez, pjeva Andrija Konc[7]

- U čaru mjesečine (1938.), opereta na libreto M.Štimac i J.Krejčik, instrumentacija Boris Papandopulo[8]

- Na plavom Jadranu (1939.) popularna skladba, tekst Blanka Chudoba[9]

- Otok ljubavi (1940.) popularna skladba, tekst Marko Fotez[9]